# Eric Melander
Eric Melander,  född 27 oktober 1672 i Nyköping, död 15 februari 1745 i Uppsala, var en svensk professor, kyrkoman och riksdagsman.

## Biografi
Eric Melander var son till prosten i Nyköping Magnus Johannis Melander och Christina Frondin. Genom faderns mormor var han ättling till Olaus Martini och Bureätten, modern var faster till Elias Frondin, och brodern Simon Melander var far till Daniel Melanderhjelm. 1697 började han studera vid Uppsala universitet, blev 1707 magister, prästvigdes 1710, och hade därefter befattningar som lärare vid universitetet och i kyrkan. Han blev 1727 fjärde professor i teologi vid universitetet samt kyrkoherde i Danmarks socken. Två år senare steg han till kontraktsprost i Ulleråkers kontrakt och tredje professor i teologi. Han blev teologie doktor 1732 och var ultimus vid  promotionen. 1736 blev han andre teologie professor i Uppsala. 1732 och 1740 var han rector magnificus.
Melander var fullmäktig för ärkestiftet vid riksdagarna 1719-1742 (utom 1720). Därtill var han prästeståndets notarius  samt medlem av sekreta utskottet vid flera av dessa riksdagar.
Melander var gift med Catharina Rommel.